# 雷宾斯克省
58°03′N 38°50′E / 58.050°N 38.833°E
雷賓斯克省（俄语：Рыбинская губерния）是1921年至1923年間俄罗斯苏维埃联邦社会主义共和国的一個省。其省治位於雷宾斯克市。該省位于俄羅斯歐洲部分的中部，其領土目前分屬雅羅斯拉夫爾州、特維爾州和諾夫哥羅德州。

## 歷史
雷賓斯克省於1921年2月3日由全俄罗斯中央执行委员会成立。該省最初的領土是由以前屬於雅羅斯拉夫爾省的五個县組成的（括號內爲各個县的縣治）：
- 雷賓斯克縣（雷宾斯克）
- 波舍霍尼耶-沃洛達爾斯克縣（波舍霍尼耶-沃洛達爾斯克）
- 烏格利奇縣（烏格利奇）
- 莫洛加縣（莫洛加（英语：Mologa））
- 梅什金縣（梅什金）

1921年4月25日以下二縣自特維爾省并入該省：
- 韋西耶貢斯克縣（韋西耶貢斯克）
- 紅霍爾姆縣（紅霍爾姆）

1922年3月2日，梅什金縣的瓦西里科夫鄉劃歸特維爾省的卡申縣。
1923年2月15日全俄罗斯中央执行委员会廢除該省，所屬領土返還雅羅斯拉夫爾省與特維爾省。